# Eremothera boothii
Eremothera boothii är en dunörtsväxtart. Eremothera boothii ingår i släktet Eremothera och familjen dunörtsväxter.

## Underarter
Arten delas in i följande underarter:
- E. b. alyssoides
- E. b. boothii
- E. b. condensata
- E. b. decorticans
- E. b. desertorum
- E. b. intermedia

## Bildgalleri

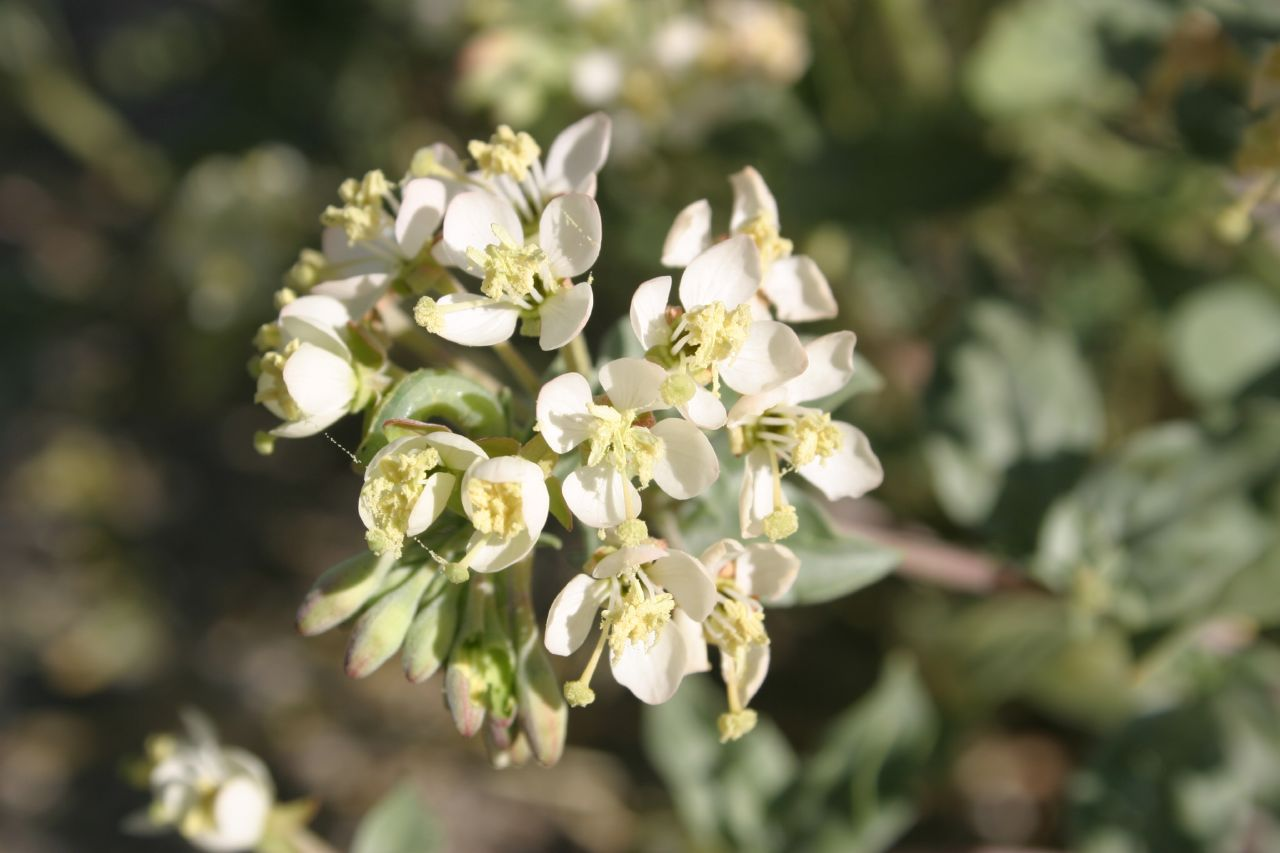
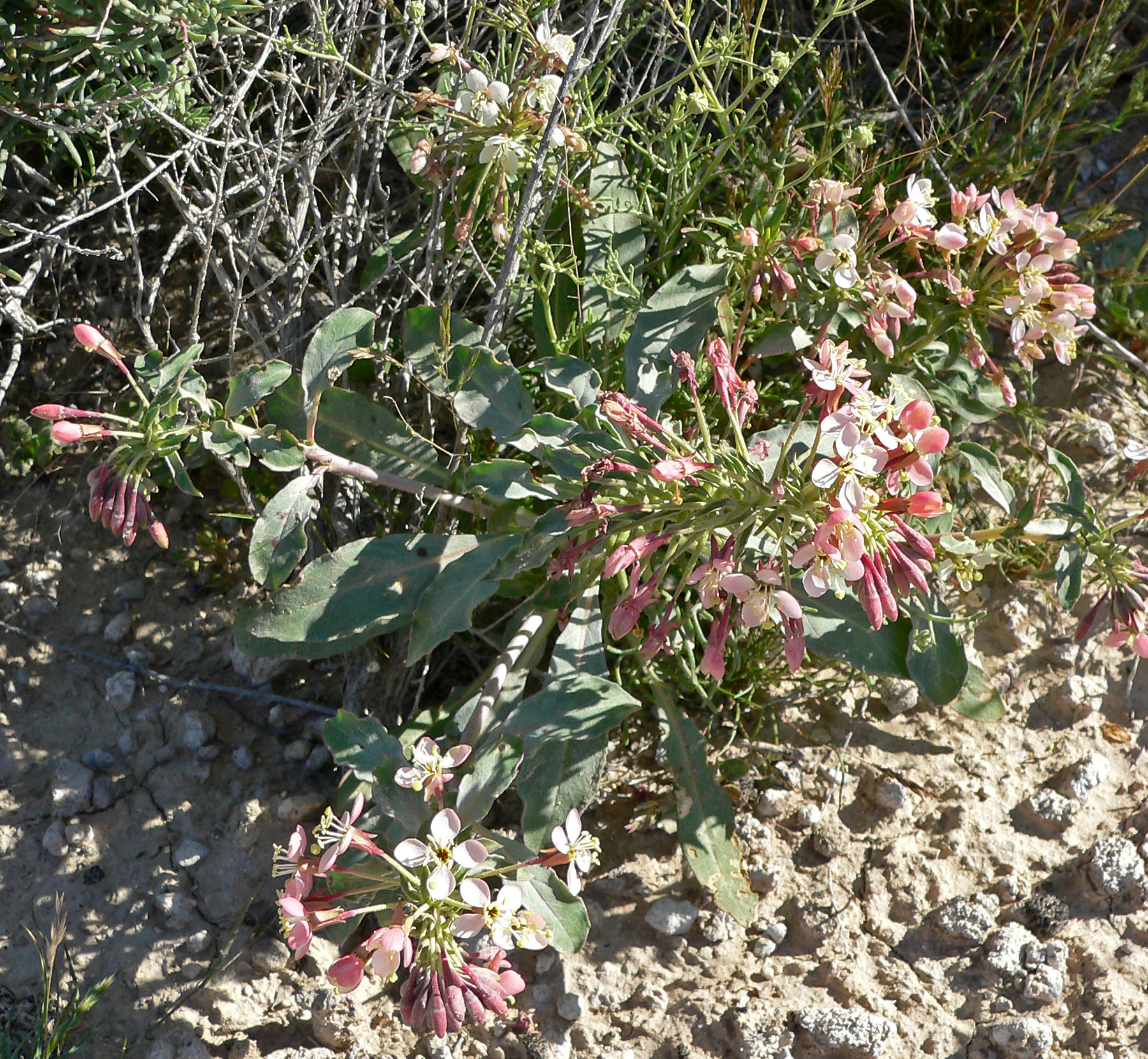
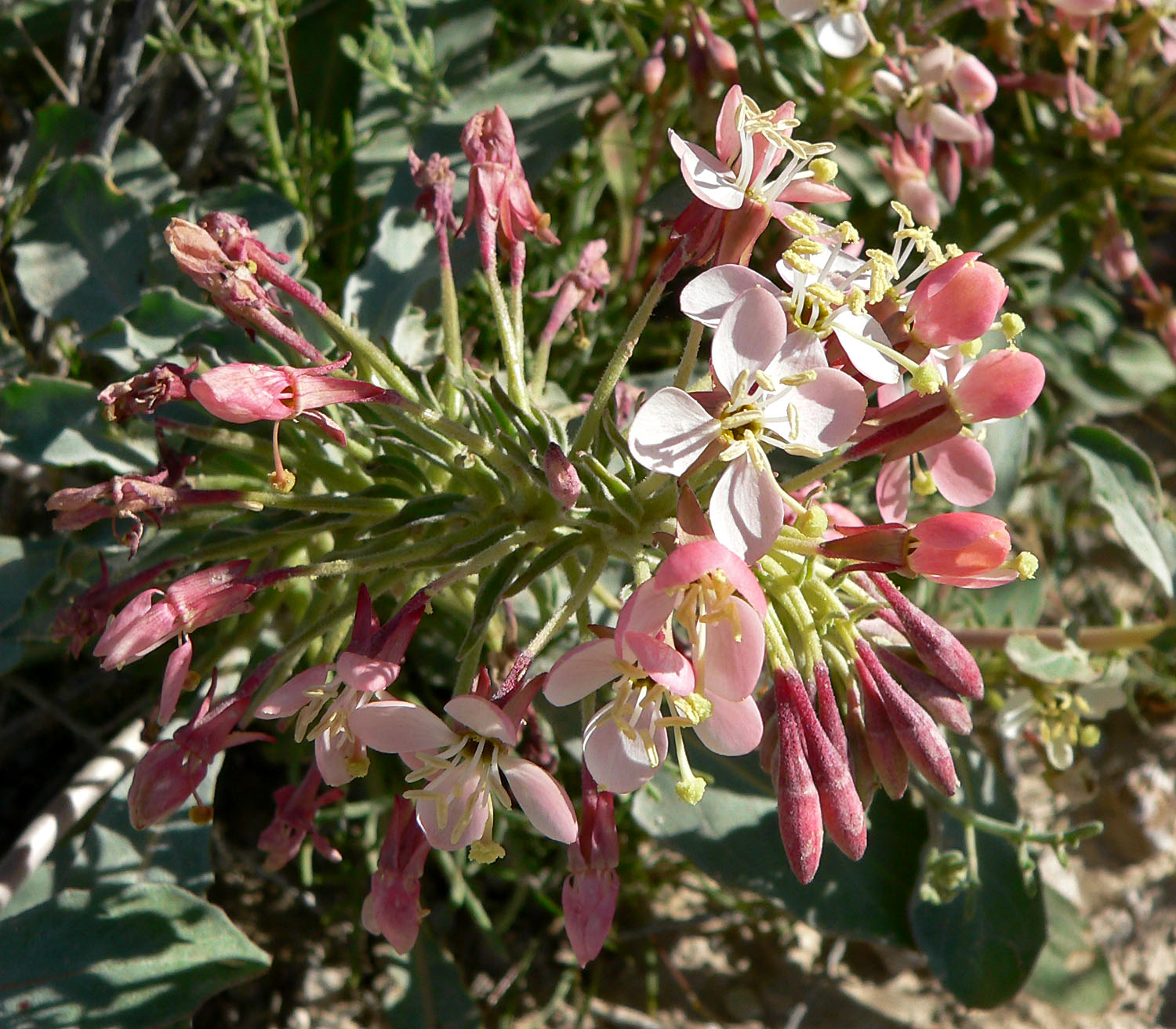
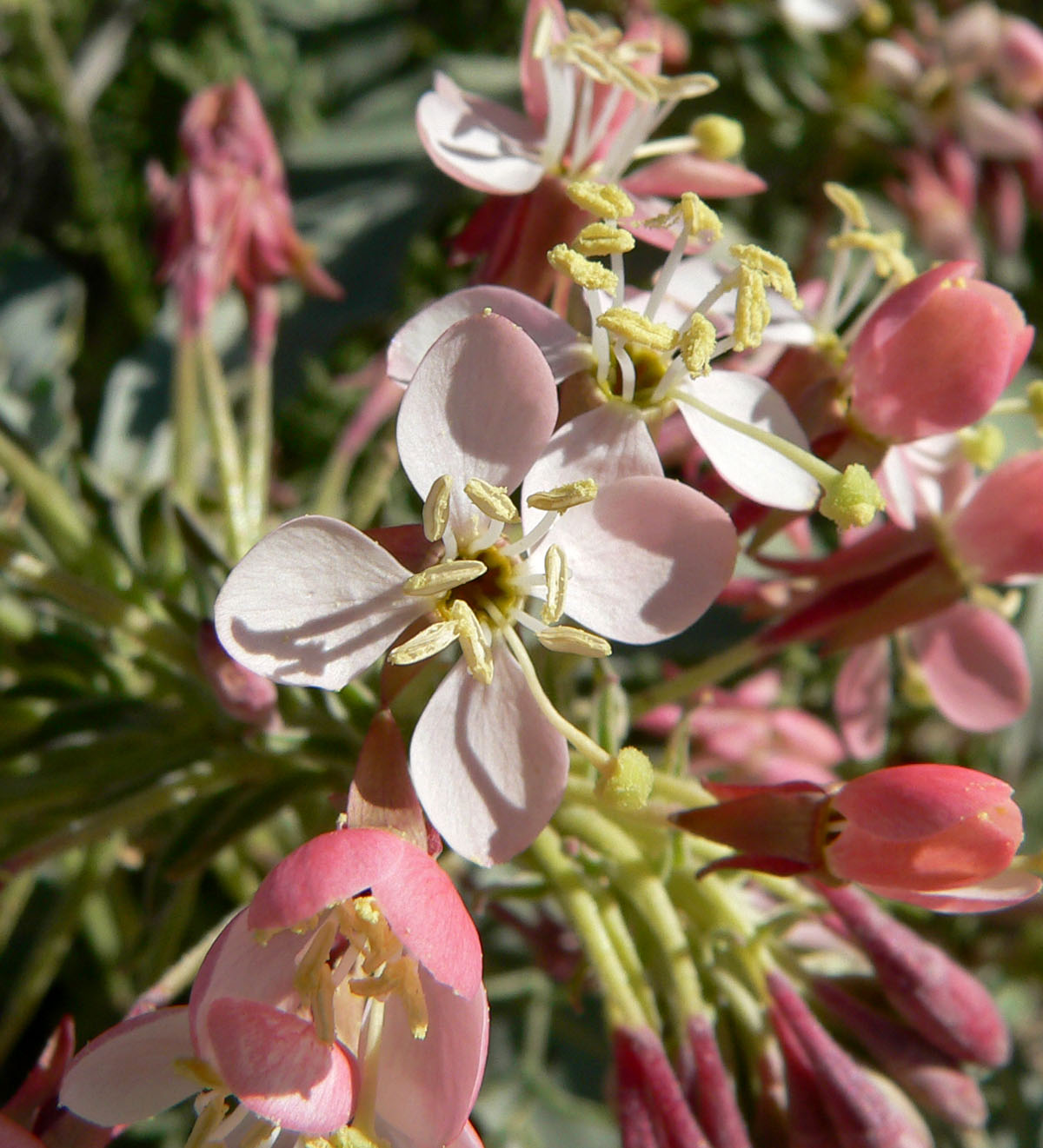
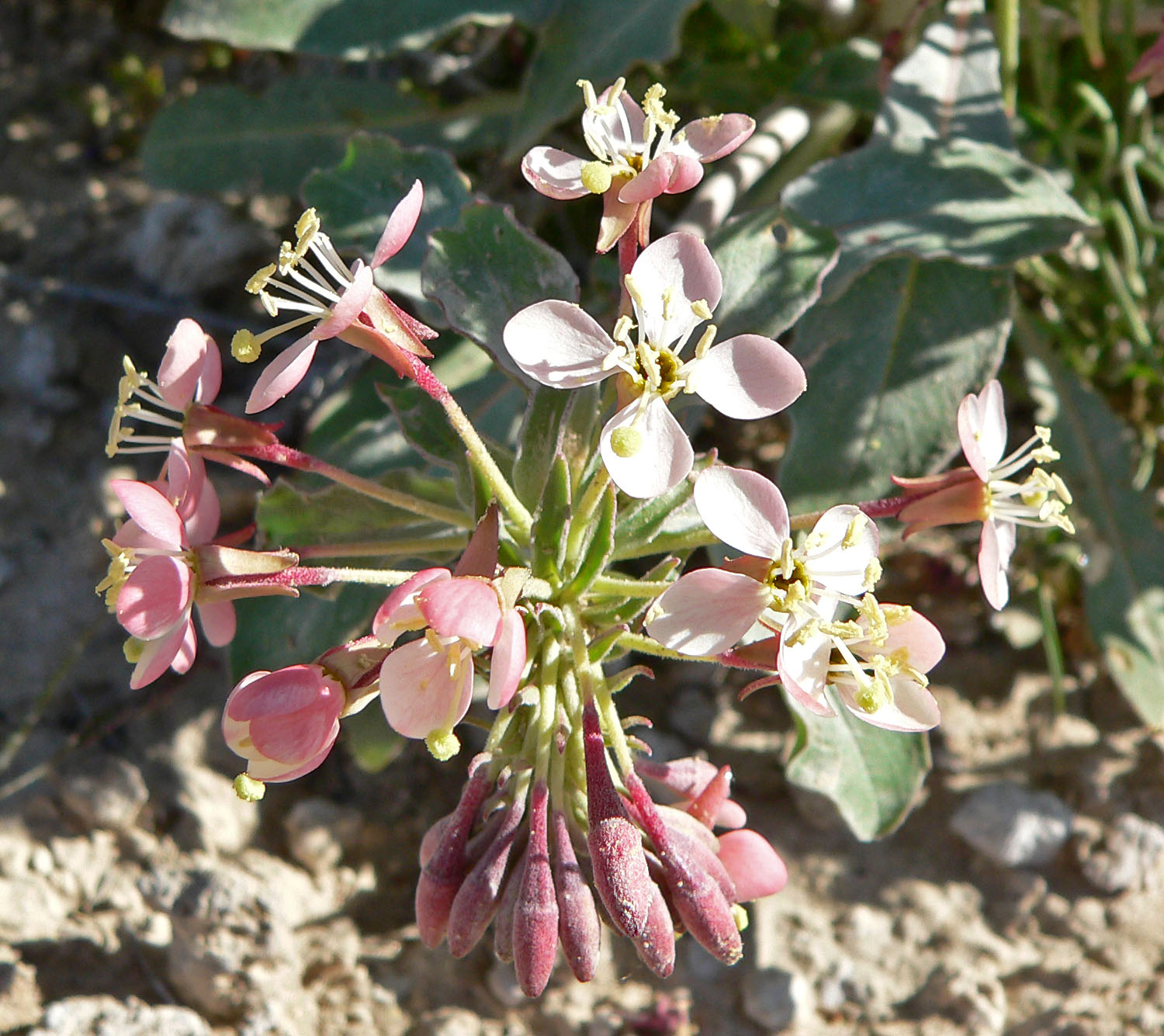
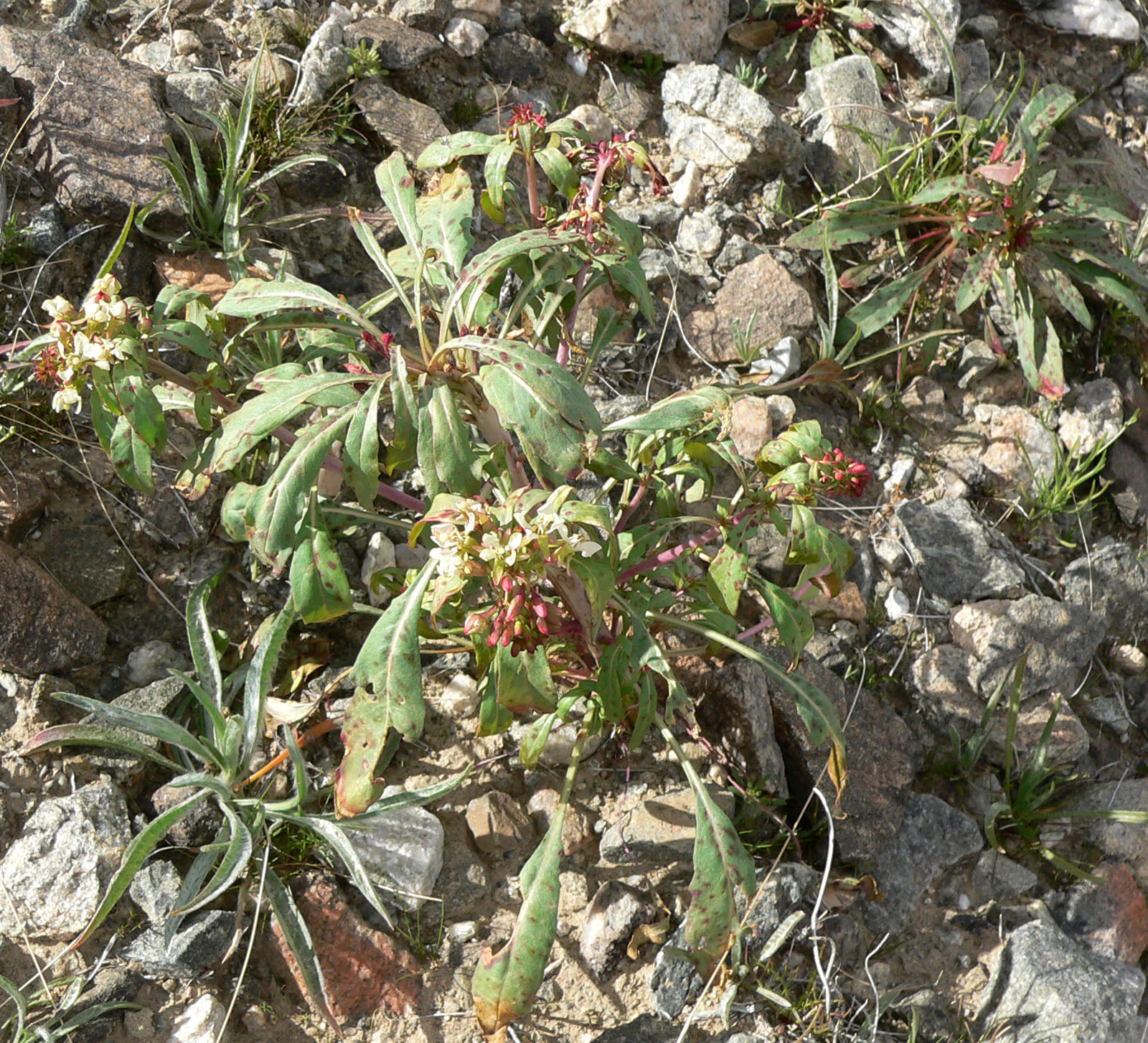